# San Lorenzo (Sahagún)

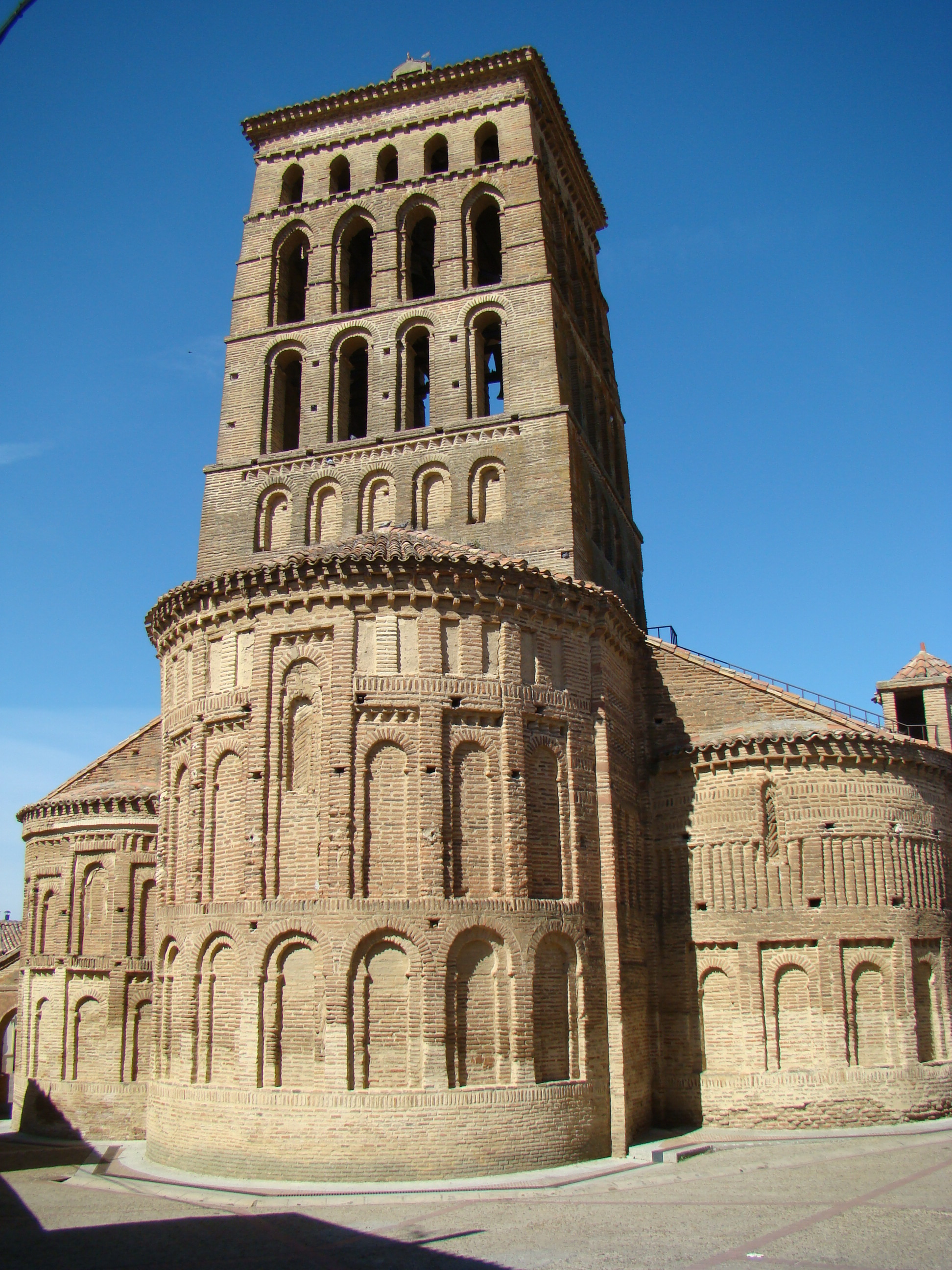
Sahagún – dreiapsidiale Chorpartie und Vierungsturm der Iglesia de San Lorenzo

Die Kirche San Lorenzo in der Kleinstadt Sahagún gehört – neben der benachbarten Kirche San Tirso – zu den großartigsten Beispielen mudejarer Ziegelsteinarchitektur in Spanien.

## Lage
Die Kirche befindet sich am Ortsrand von Sahagún in der Provinz León in der autonomen Region Kastilien-León etwa einen Kilometer östlich des Río Cea. Ihre Apsis ist – abweichend von der im Mittelalter üblichen Ostung – nach Südosten orientiert.

## Geschichte
Eine Kirche gleichen Namens ist bereits im Jahr 1110 in Sahagún erwähnt, doch kann es sich dabei nur um einen Vorgängerbau gehandelt haben. Die dreiapsidiale spätromanische Choranlage und der Vierungsturm der dreischiffigen Kirche entstanden in der ersten Hälfte des 13. Jahrhunderts; über den oder die Auftraggeber ist nichts bekannt – sie könnte eine Prioratskirche gewesen sein, denn einfache Pfarrkirchen waren in der Regel kleiner und weniger aufwendig gebaut. Etwas später als der Chorbereich wurde das Langhaus im gotischen Stil fertiggestellt. Während die Westfassade völlig schmucklos gestaltet ist, wurde im 15. oder 16. Jahrhundert dem Portal in der südlichen Seitenschiffwand ein breitgelagerter Portikus vorgesetzt.

## Architektur

### Apsiden und Vierungsturm

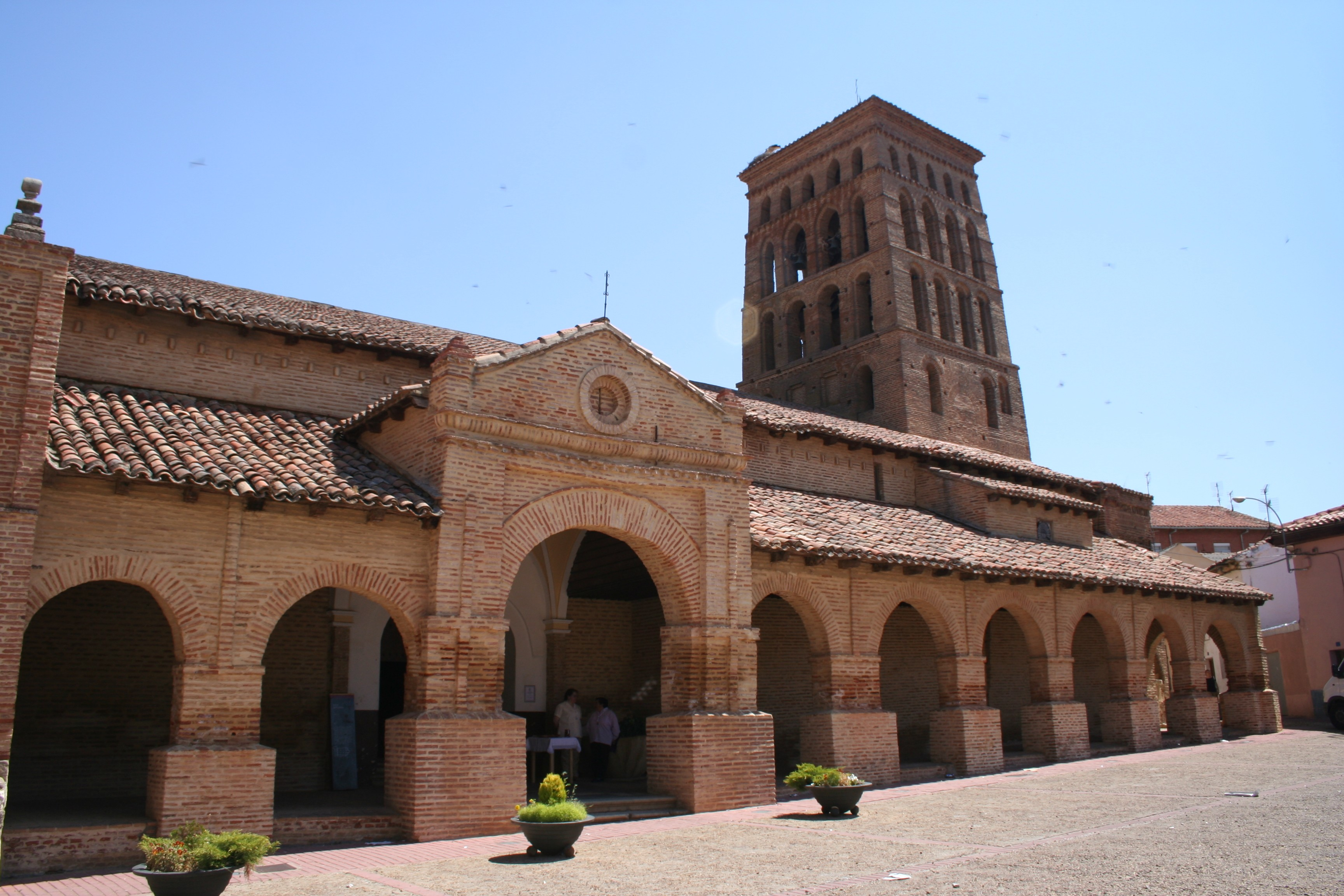
Kirche von Südwesten

Die drei Apsiden der Chorpartie zeigen die für die Mudejararchitektur übliche zweigeschossige Blendarkadengliederung, wobei die mittleren Arkaden der Haupt- und der Südapsis nach oben verlängert sind und in eine einfacher dekorierte Zone unterhalb der Dachtraufen hineinragen. Alle Arkadenbögen sind hufeisenförmig ausgebildet. Das Dekor der Mittelapsis zeigt zusätzlich mehrere Zahnschnittfriese aus schräggestellten Steinen. Die obere Zone der Nordapsis ist weniger aufwendig gestaltet. In der Ecke zwischen Langhaus und Nordapsis befindet sich ein runder Treppenturm.
Der Vierungsturm zeigt im unteren Bereich auf allen vier Seiten ebenfalls Blendarkaden mit einem Zahnschnittfries darüber. Die Arkaden der drei oberen Geschosse sind geöffnet, wobei die Fenster- bzw. Schallöffnungen des gedrungen wirkenden Obergeschosses nicht mehr zurückgestuft sind.

### Portikus und Westportal
Die insgesamt weniger stark gegliederten Arkaden des Portikus ruhen auf mächtigen quadratischen Sockeln. Die Arkade vor dem Südportal ist durch ihre Höhe und ein darüber befindliches Giebelfeld mit einem runden Okulus besonders betont. Das unspektakuläre Westportal scheint etwa gleichzeitig entstanden zu sein; oberhalb befindet sich ein einfacher Glockengiebel (espadaña) mit seitlichen Zierbalustern.

### Inneres
Wände, gemauerte Pfeiler und die Gewölbe der drei gotischen Kirchenschiffe sind verputzt und mit einem weißen bzw. gelblichen Anstrich versehen.

## Ausstattung
Der Hauptaltar mit der zentralen Figur des heiligen Laurentius mit seinem Folterinstrument, dem Gitterrost, ist ein Meisterwerk barocker Altarschnitzerei. Die seitlichen kannelierten Säulen und deren Kapitelle sind mit vergoldetem Stoffdekor und Puttenköpfen verziert. In der obersten Zone des Altarretabels steigt aus einem geöffneten Himmel eine Taube als Symbol des Heiligen Geistes herab. Ein Seitenaltar zeigt eine Pietà und eine Figur des heiligen Rochus.

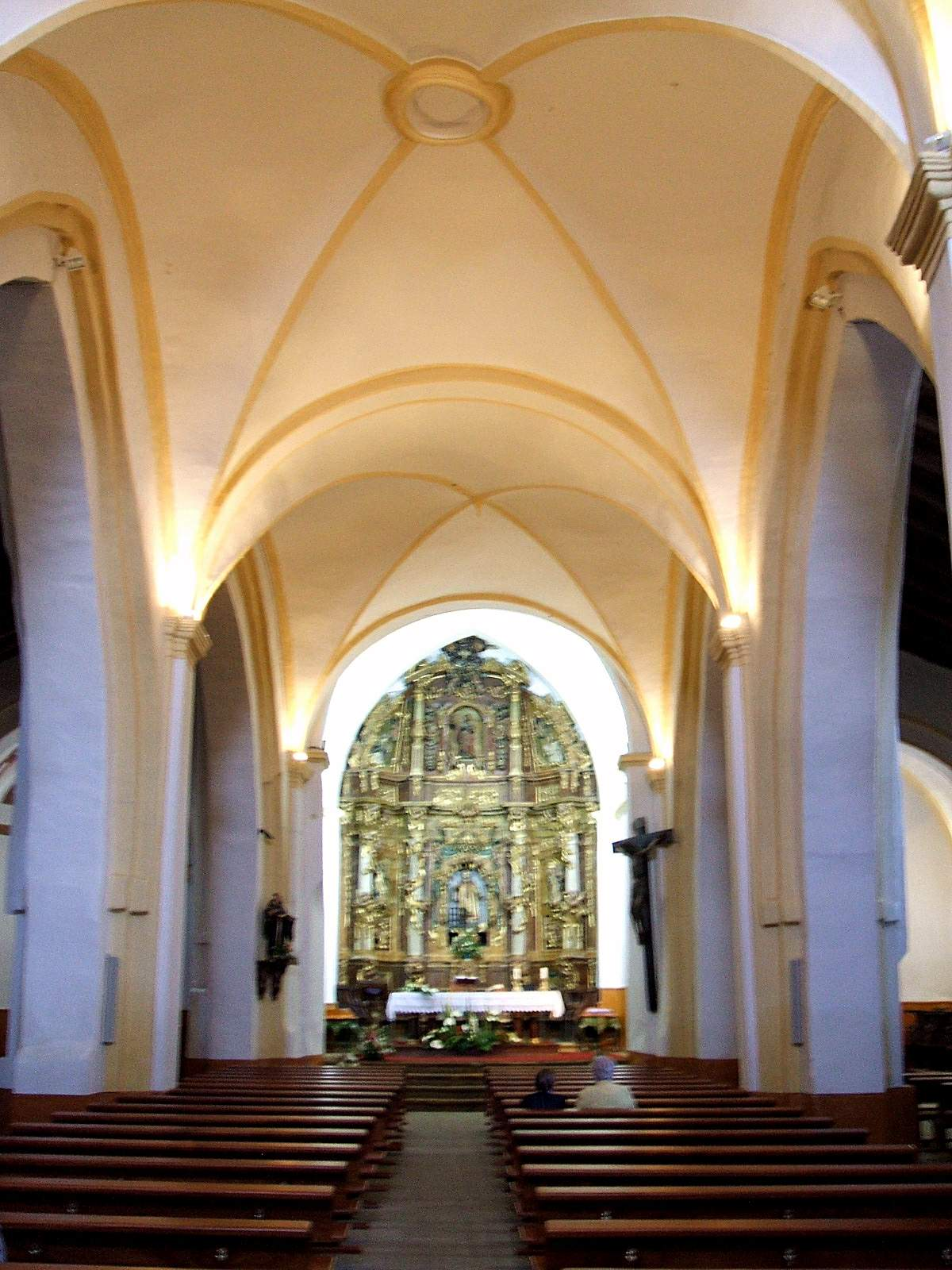
Inneres der Kirche
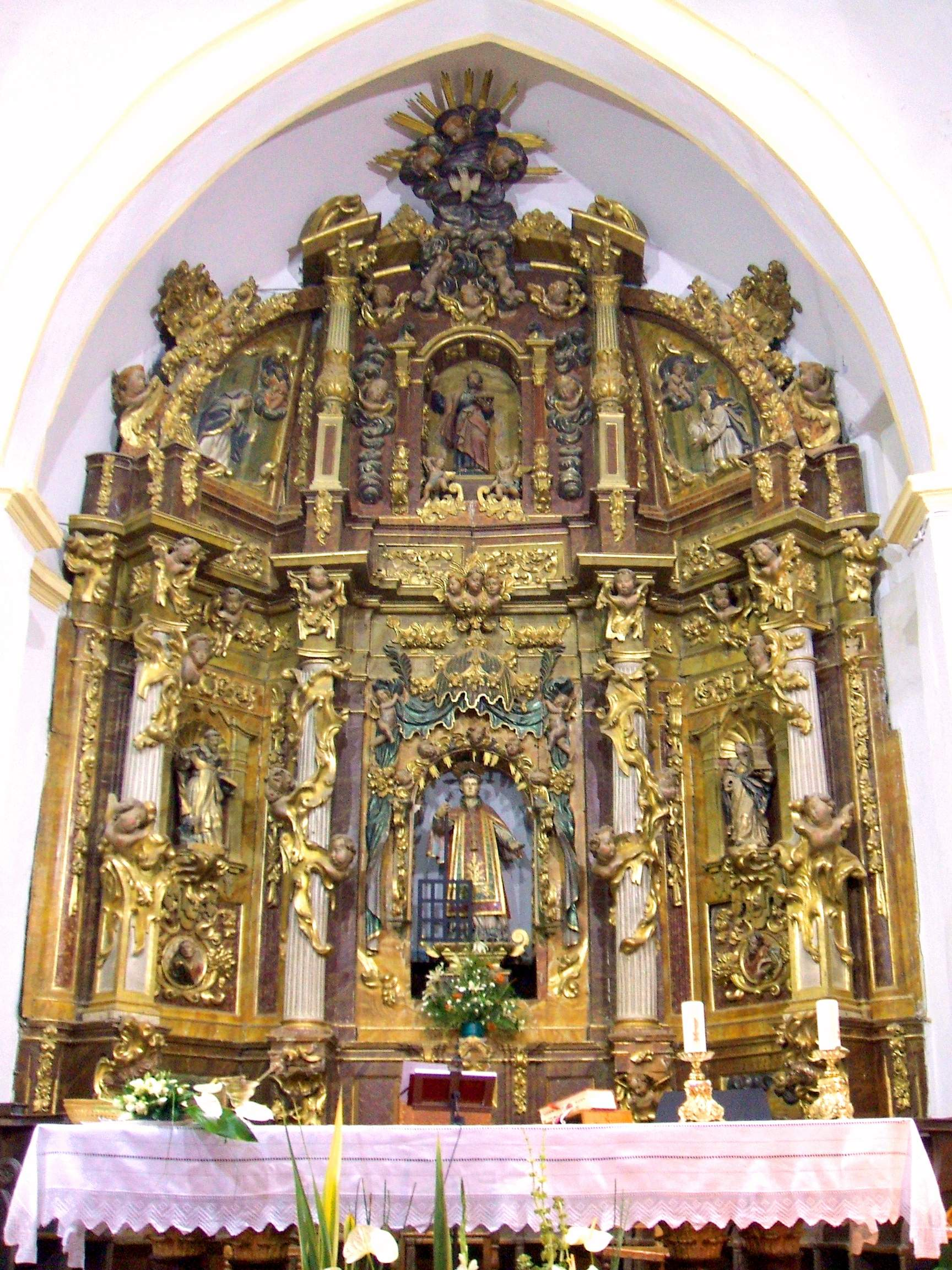
Barocker Hauptaltar
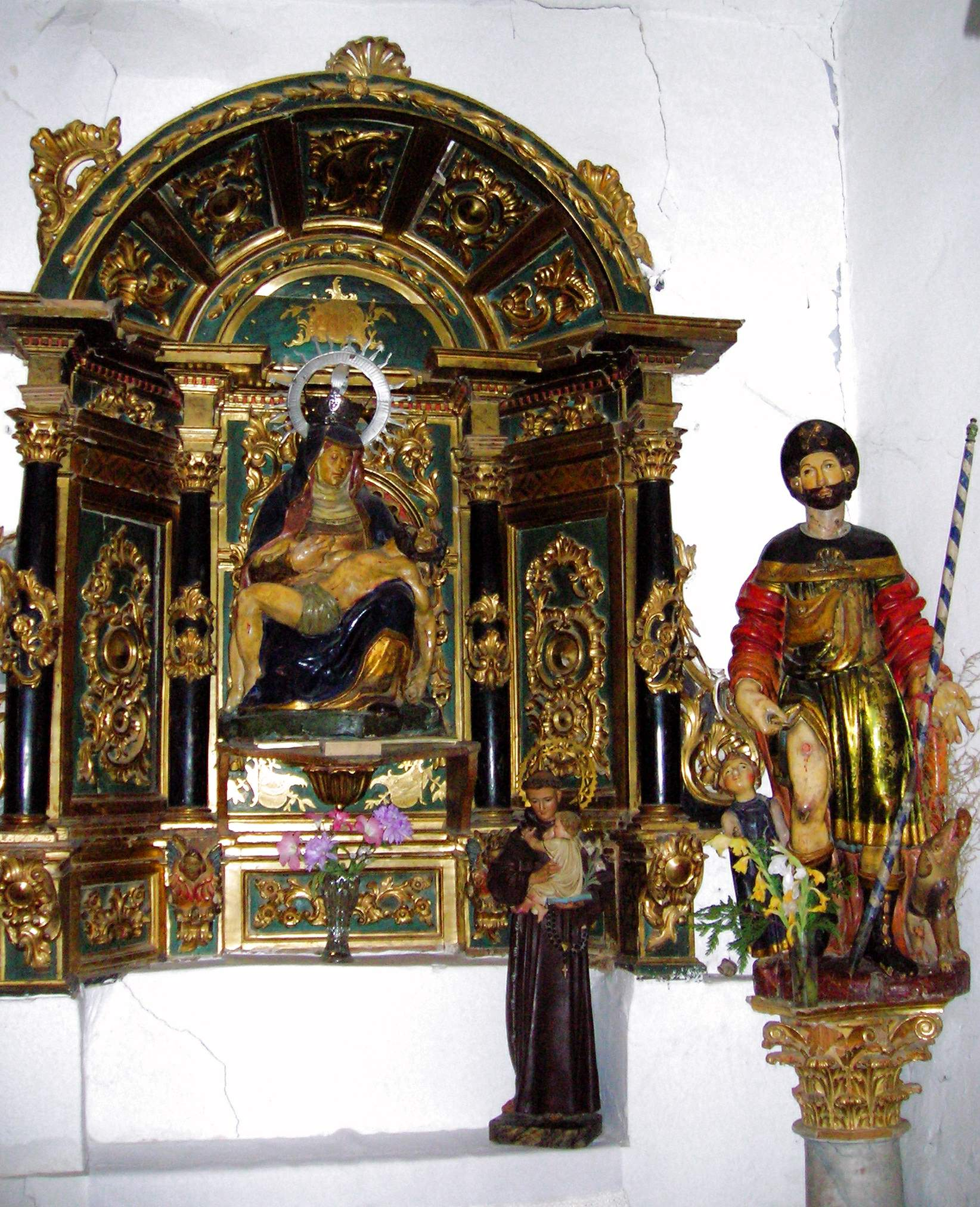
Seitenaltar mit Pietà und Rochusfigur